# James Belushi
James Adam (Jim) Belushi (Chicago (Illinois), 15 juni 1954) is een Amerikaans acteur.
Belushi werd geboren als derde van vier kinderen en is de jongere broer van collega-acteur John Belushi (overleden aan een overdosis drugs in 1982). Hij studeerde op de Southern Illinois University waar hij afstudeerde op het gebied van de theaterkunsten.
Tussen 1977 en 1980 maakte Belushi deel uit van de theatergroep Second City uit Chicago. In 1979 zag Garry Marshall hem optreden met die groep en regelde hij een rol voor hem in de geflopte serie Who's Watching the Kids uit 1978 en Working Stiffs met Michael Keaton (1979). In 1983 werd hij opgenomen in de cast van Saturday Night Live, waar hij twee jaar lang voor acteerde en schreef. In 1986 vond zijn echte doorbraak dankzij About Last Night... en Salvador. Hierna boekte hij als hoofdrolspeler grote successen met films als The Principal (1987), Red Heat (1988), K-9 (1989), Mr. Destiny en Taking Care of Business (beide uit 1990).
Tot december 2008 speelde hij in de succesvolle sitcom According to Jim, die sinds 2001 op de Amerikaanse televisie werd uitgezonden.

## Persoonlijk
Op 17 mei 1980 trouwde Belushi met Sandra Davenport, met wie hij later dat jaar zoon Robert kreeg. Nog datzelfde jaar ging het stel uit elkaar. Op 22 september 1990 trouwde hij met actrice Marjorie Bransfield. Bransfield speelde in de periode 1986–1990 kleine rollen in zes Belushi-films. In april 1992 gingen de twee uit elkaar. Op 2 mei 1998 trouwde hij met zijn huidige vrouw Jennifer Sloan, die hij ontmoette op de set van Gang Related. In 1999 werd uit dit huwelijk dochter Jamison Bess geboren. In 2002 werd zoon Jared James geboren.
Belushi's vader emigreerde op zijn zestiende vanuit Albanië naar de Verenigde staten.

## Filmografie
- Who's Watching the Kids (televisieserie) – Bert Gunkel (11 afl., 1978–1979)
- Working Stiffs (televisieserie) – Ernie O'Rourke (9 afl., 1979)
- The Cleansing (1980) – Bobby
- Thief (1981) – Barry
- Laverne & Shirley (televisieserie) – Wheezer (afl. "Of Mice and Men", 1982)
- Trading Places (1983) – Harvey
- The Best Legs in the 8th Grade (televisiefilm, 1984) – Sint Valentijn
- Faerie Tale Theatre (televisieserie) – Mario (afl. "Pinocchio", 1984)
- Saturday Night Live (televisieserie) – verschillende rollen (34 afl., 1983–2003)
- The Man with One Red Shoe (1985) – Morris
- The Birthday Boy (korte televisiefilm, 1986) – Bob
- Salvador (1986) – Dokter Rock
- About Last Night... (1986) – Bernie Litgo
- Jumpin' Jack Flash (1986) – Sperry reparateur/Woedende taxichauffeur/Gewonde politieagent
- Little Shop of Horrors (1986) – Patrick Martin
- The Principal (1987) – Rick Latimer
- Real Men (1987) – Nick Pirandello
- Red Heat (1988) – Det. Sgt. Art Ridzik
- Who's Harry Crumb? (1989) – man in bus (niet op aftiteling)
- K-9 (1989) – Det. Mike Dooley
- Homer and Eddie (1989) – Homer Lanza
- Wedding Band (1990) – dominee
- Masters of Menace (1990) – zigeuner
- The Palermo Connection (1990) – Carmine Bonavia
- Taking Care of Business, ook bekend onder de titel Filofax (1990) – Jimmy Dworski
- Mr. Destiny (1990) – Larry Joseph Burrows
- Only the Lonely (1991) – Sal Buonarte
- Curly Sue (1991) – Bill Dancer
- Diary of a Hitman (1991) – Shandy
- Abraxas, Guardian of the Universe (1991) – Rector Latimer
- Once Upon a Crime... (1992) – Neil Schwary
- Traces of Red (1992) – Jack Dobson
- Wild Palms (miniserie, 1993) – Harry Wyckoff
- Last Action Hero (1993) – zichzelf
- The Building (televisieserie) – Billy Shoe (afl. "Yakkity Yak Don't Talk", 1993)
- Royce (televisiefilm, 1994) – Shane Royce
- Parallel Lives (televisiefilm, 1994) – Nick Dimas
- Irving (1995) – homoseksuele vampier #2
- Santo Bugito (televisieserie) – Baby Face (afl. "Load 'O Bees", 1995)
- Duckman: Private Dick/Family Man (televisieserie) – verschillende stemmen (afl. "America the Beautiful", 1995)
- The Pebble and the Penguin (1995) – Rocko (stem)
- Sahara (televisiefilm, 1995) – Sgt. Joe Gunn
- Destiny Turns on the Radio (1995) – Tuerto
- Canadian Bacon (1995) – Charles Jackal, NBS-verslaggever
- Separate Lives (1995) – Tom Beckwith
- Pinky and the Brain (televisieserie) – verschillende stemmen (3 afl., 1995)
- Gold in the Streets (1996) – Mario
- 9 (computerspel, 1996) – Salty (stem)
- The Gail O'Grady Project (televisiefilm, 1996) – rol onbekend
- Race the Sun (1996) – Frank Machi
- Gargoyles (televisieserie) – Fang (stem, 3 afl., 1995/1996)
- Mighty Ducks (televisieserie) – Phil Palmfeather (stem, 23 afl., 1996–1997)
- Jingle All the Way (1996) – Kerstman in winkelcentrum
- The Tick (televisieserie) – Mr. Fleener (stem, afl. "The Tick vs. Education", 1996)
- Babes in Toyland (1997) – Gonzargo (stem)
- Wag the Dog (1997) – zichzelf
- Retroactive (1997) – Frank
- Mighty Ducks the Movie: The First Face-Off (video, 1997) – Phil Palmfeather (stem)
- The Blues Brothers Animated Series (televisieserie) – Jake (stem, 8 afl., 1997)
- Dog's Best Friend (televisiefilm, 1997) – Skippy (stem)
- It's Good to Be King (televisieserie) – Tommy (pilotaflevering, 1997)
- Goosebumps: Attack of the Mutant (computerspel, 1997) – de gemaskerde mutant (stem)
- Bad Baby (1997) – Pap (stem)
- Living in Peril (1997) – Harrison/Oliver
- Gang Related (1997) – Det. Frank Divinci
- Total Security (televisieserie) – Steve Wegman (13 afl., 1997)
- Stories from My Childhood (televisieserie) – Peter the Repeater Bird (stem, afl. "Alice and the Mystery of the Third Planet", 1998)
- Sin City Spectacular (televisieserie) – zichzelf (episode 1.8, 1998)
- Aaahh!!! Real Monsters (televisieserie) – Simon de Monsterjager (stem, 8 afl., 1994–1997)
- Overnight Delivery (1998) – Chef Overnight Delivery (scènes verwijderd)
- Hercules: The Animated Series (televisieserie) – Nestor (stem, 2 afl., 1998)
- Angel's Dance (1999) – Stevie 'The Rose' Rosellini
- The Florentine (1999) – Billy Belasco
- Justice (televisiefilm, 1999) – Frank Spello
- Made Men (1999) – Bill Manucci
- My Neighbors the Yamadas (1999) – Takashi (stem Engelse versie)
- Hey Arnold! (televisieserie) – Coach Wittenberg (stem, 4 afl., 1996–1999)
- The Nuttiest Nutcracker (video, 1999) – Reginald (stem)
- Hooves of Fire (televisiefilm, 1999) – Tapir (stem)
- K-911 (video, 1999) – Det. Mike Dooley
- Return to Me (2000) – Joe Dayton
- Who Killed Atlanta's Children? (televisiefilm, 2000) – Pat Laughlin
- ER (televisieserie) – Dan Harris (afl. "Piece of Mind", 2001)
- Joe Somebody (2001) – Chuck Scarett
- Snow Dogs (2002) – Demon (stem)
- One Way Out (dvd, 2002) – Harry Woltz
- K-9: P.I. (dvd, 2002) – Thomas Dooley
- Pinocchio (2002) – boer (stem)
- Rugrats (televisieserie) – Kerstman (stem, afl. "Babies in Toyland Part 1", 2002)
- Legend of the Lost Tribe (televisiefilm, 2002) – Tapir (stem Engelse versie)
- What's New, Scooby-Doo? (televisieserie) – Asa Buckwald (stem, afl. "Scooby-Doo Christmas", 2002)
- I'm with Her (televisieserie) – Leslie Buren (afl. "The Second Date", 2003)
- Easy Six (2003) – Elvis
- Behind the Smile (2004) – Jeffrey Stone
- DysEnchanted (2004) – Dokter (De zielenknijper)
- Less Than Perfect (televisieserie) – Eddie Smirkoff (afl. "Arctic Nights", 2004)
- Hoodwinked! (2005) – The Woodsman (stem)
- Fatherhood (televisieserie) – Officer (stem, afl. "Truth or Scare", 2005)
- George Lopez (televisieserie) – The Inspector (afl. "George's Extreme Makeover: Holmes Edition", 2005)
- Tugger: The Jeep 4x4 Who Wanted to Fly (dvd, 2005) – Tugger
- Lolo's Cafe (televisiefilm, 2006) – Frank (stem)
- The Wild (2006) – Benny (stem)
- Casper's Scare School (televisiefilm, 2006) – Alder (stem)
- The Adventures of Jimmy Neutron: Boy Genius (televisieserie) – Coach Gruber (stem, 2 afl., 2002/2006)
- Farce of the Penguins (dvd, 2007) – They're Aall Bitches Penguin (stem)
- Once Upon a Christmas Village (2007) – Kerstman (stem)
- Underdog (2007) – Dan Unger
- Snow Buddies (dvd, 2008) – Bernie (stem)
- According to Jim (televisieserie, 182 afl., 2001–2009) – Jim
- Dorothy of Oz (2009) – De Laffe Leeuw
- The Ghost Writer (2010) – John Maddox
- The Defenders (televisieserie, 18 afl., 2010–2011) – Nick Morelli
- Cougars Inc. (2011) – Dan Fox
- New Year's Eve (2011) – Building Super
- Thunderstruck (2012) – Coach Amross
- Legends of Oz: Dorothy's Return (2013) – Cowardly Lion (stem)
- The Secret Lives of Dorks (2013) – Bronko
- Stan Lee's Mighty 7 (2014) – Mr. Cross (stem)
- Home Sweet Hell (2015) – Les
- Show Me a Hero (miniserie, 2015) – Angelo Martinelli
- The Whole Truth (2016) – Boone Lassiter
- Undrafted (2016) – Jim
- Katie Says Goodby (2016) – Bear
- The Hollow Point (2016) – Diaz
- Twin Peaks: The Return (serie, 2017) – Bradley Mitchum
- Sollers Point (2017) – Carol
- Wonder Wheel (2017) – Humpty
- Hey Arnold! The Jungle Movie (2017) – Coach Wittenberg (stem)
- A Change of Heart (2017)
- Gigi & Nate (2022)
- Fight Another Day (2024)
- The Chronology of Water (2025) - Ken Kesey